# 鈴木博 (実業家)
鈴木 博（すずき ひろし、1947年 - ）は、ヒューマングロウス（人間成長）トレーニングの指導者、シナジー・スペース株式会社代表取締役である。東京都出身。
ヒューマニスティックサイコロジー、哲学、経営、その実践的人間探究の中から35年間で3万人を超える研修参加者、経営者の成長と突破に貢献。「自分が源泉」の在り方をベースにした教育訓練を実施。1994年より開始した経営者研修「SEE」は、多くの経営者の支持を得て現在延べ1600名を超えるネットワークに成長している。

## 略歴
- 1947年　東京生まれ
- 1972年　立教大学卒業
- 1974年　SMI of Japan セールス・コンテスト優勝
- 1975年　鈴木博研究所設立
- 1989年　中小企業経営者研修「SEE」開始

現在　　シナジー・スペース株式会社　代表取締役

## 専門分野
- 顧客本位組織へのトランスフォーム
- 経営者、経営幹部研修
- 企業内管理者研修
- 人間関係研修
- コミュニケーション研修[3]

## 自分が源泉
自分が源泉とは、物事の捉え方に関する理論。すべての結果は自分が創り出しているという物事の捉え方をすることで価値観の転換を図る。日本におけるヒューマングロウス（人間成長）トレーニングの指導者である鈴木博により提唱された考え方である。

## 著書
- 『わが子を活かす一言　潰す一言』（祥伝社）
- 『看護・介護職のこころに響く活かす一言つぶす一言』（日総研）
- 『自分が源泉－ビジネスリーダーの生き方が変わる』（創元社）

## 取材
- 日本産業新聞「人材開発の記事」(1996年2月21日).
- 日本経済新聞（日刊）「研修事業の記事」(1996年9月9日).
- 商工にっぽん「自分が源泉に関する記事」, 日本商工振興会 (1998年5月).
- あしぎん経済月報「あしぎん総研 実務セミナーレポート ２」, あしぎん総合研究所 (2011年), vol.27, pp32-33.